# 発熱

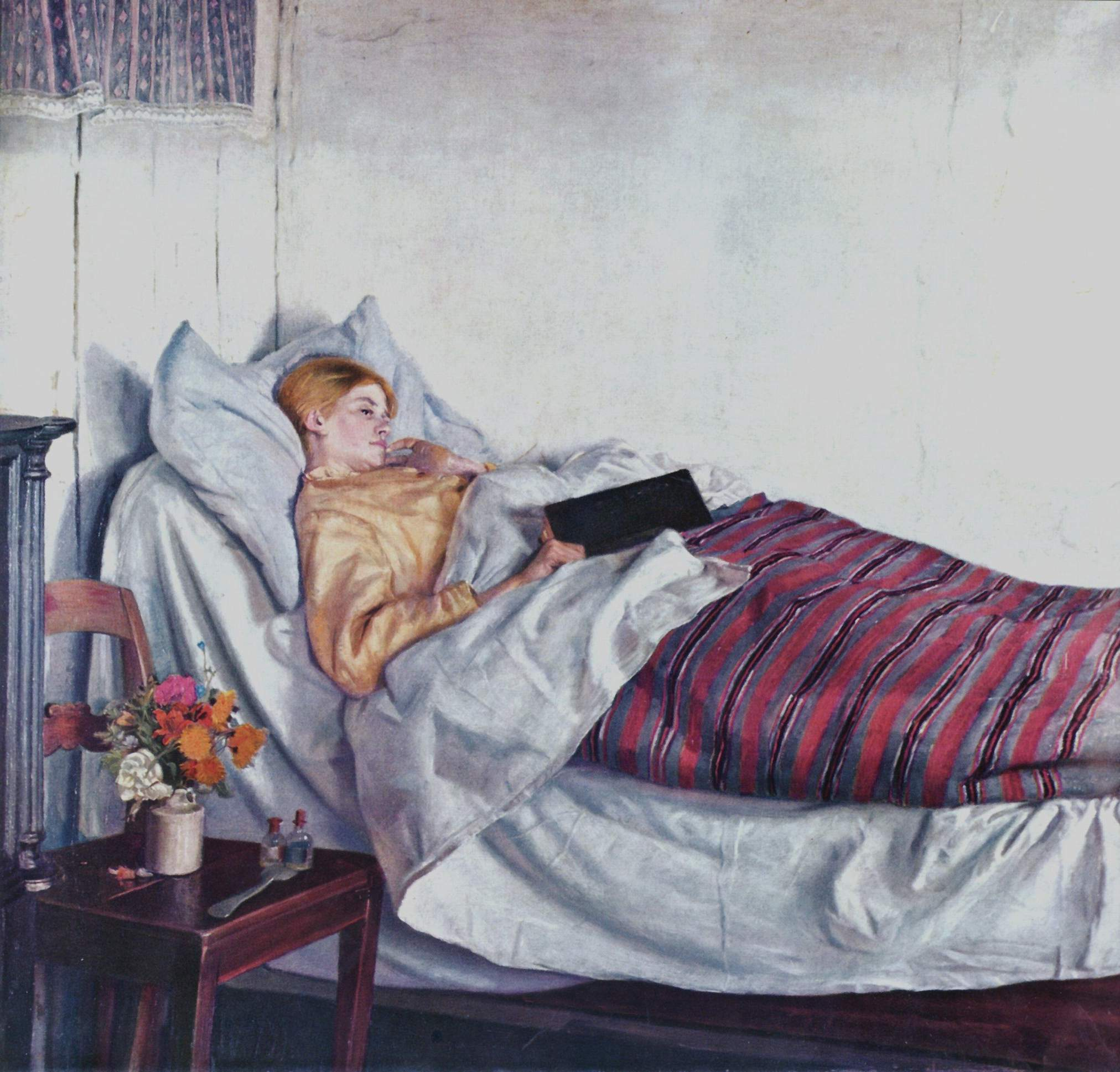
ミカエル・アンカー、 "病気の少女"、1882年、コペンハーゲン国立美術館

発熱（はつねつ）とは、病気や疾患に伴う症状の一つ。医療の場などにおいてはしばしば熱発（ねっぱつ）とも呼ばれるが、日本語としては誤用であり、一種の業界用語である。
発熱は、深刻ではないものから生命を脅かすものまで、さまざまな病状によって引き起こされ、それには風邪、尿路感染症、髄膜炎、マラリア、虫垂炎など、ウイルス性、細菌性、寄生虫性の感染症などが挙げられる。感染症以外の原因には、血管炎、深部静脈血栓症、薬の副作用、癌などがある。熱中症は、過度の発熱または放熱不足によって、設定温度を超えて体温が上昇していることをさす。
一般的に発熱を下げることは必要ではない。しかしながら、それに伴う疼痛や炎症を管理することは有用であり、患者の安静に役立ちうる。イブプロフェンやアセトアミノフェンなどの薬は熱を下げることに役立つ。しかし、額に冷たい布を乗せる、ぬるい風呂に入浴するといった方法は無意味であり、患者を単にさらに不快にさせうる。3ヵ月未満の小児、深刻な病気を持つ者（たとえば免疫障害）、他の症状を併発する者については医学的注意が必要となる。
発熱は最も一般的な医学的兆候の一つである。それは医療受診理由として、子供においては約30%、重い病気を持つ成人では約70%を占める。しかしながら発熱は、有用な防御メカニズムであるが、それを治療するかどうかによって、病気が悪化することはないようである。発熱について親や医療従事者らは、現実よりも大きな懸念を抱いており、これは熱恐怖症と呼ばれている。

## 定義
一般に正常体温は36.5℃前後が最も多い。臨床的に発熱とは37.5℃以上を指す。人間の体力や基礎体温の違いなどの理由により程度に差はあるが、おおむね次のような傾向が現れる。
- 微熱：〜37.4℃。通常の生活や仕事をする分にはほとんど支障をきたさないが、体が少し熱かったりだるさを感じることもある。慢性炎症性疾患、代謝亢進、貧血、妊娠、結核、感染性心内膜炎などにより発症することがある。
- 中程度の発熱：37.5℃〜38.4℃。歩行・外出等、日常生活における活動はなんとかできるが、状況によっては体がふらつくなどの不安定な状態になることもある。また、頭痛や寒気を感じることもある。
- 高熱：38.5℃〜。歩行や立ち上がることが困難な状態となる。また急激に体温が上昇した際には強い寒気に襲われる。

## 機序
体温は通常、脳内の視索前野および視床下部の体温調節中枢によって一定の温度にコントロールされているが、これが様々な要因によってその設定温度が高くなることにより生じる。熱中症とは異なる。感染などによる免疫系の活性化が原因となって生じる発熱に関しては、近年の研究によって、その発症メカニズムが解明されつつあり、以下のようなモデルが提唱されている。
活性化された免疫系細胞から放出される、インターロイキン1やインターロイキン6といったサイトカイン類が脳内の血管の内皮細胞に作用すると、内皮細胞内でプロスタグランジン合成酵素群が作られ、この酵素群の働きによってプロスタグランジンE2が産生される。アスピリンに代表される市販の非ステロイド性解熱鎮痛剤の多くは、プロスタグランジン合成酵素群のなかのシクロオキシゲナーゼを阻害することで、プロスタグランジンE2を作らせないようにして発熱のメカニズムを抑えているのである。内皮細胞内で産生されたプロスタグランジンE2は脳組織の中へ拡散し、視索前野と呼ばれる体温調節中枢に存在する神経細胞の表面にあるEP3と呼ばれる受容体に作用する。このことによって、発熱（体温上昇）にかかわる脳内の神経回路が活性化される。
この発熱の神経回路の大部分は平時の自律的な体温調節にも関わるものであると考えられ、視床下部背内側核、（延髄）淡蒼縫線核、大縫線核および（脊髄）中間外側細胞柱などの脳・脊髄領域にある神経細胞が発熱シグナルの伝達に関わると考えられている。この神経回路によって、発熱シグナルは最終的に末梢の体温調節器官へと送られ、熱産生促進および体表面からの熱放散抑制が起こる。この2つの作用によって体の深部温度を上昇させるのである。
脳・脊髄からの発熱シグナルによる末梢の体温上昇反応は、主に交感神経系と運動神経系を活性化することによるものである。褐色脂肪組織と呼ばれる効果器を支配する交感神経が活性化すると、その脂肪組織における代謝性熱産生が上昇する。また、皮膚内を走る血管の平滑筋を支配する交感神経が活性化すると、平滑筋が収縮し、血管径が縮小するので、体表面の血流が減少し、体表面からの熱放散が抑制される。一方、発熱シグナルによる運動神経の活性化は、骨格筋におけるふるえ熱産生につながる。
このような方法によって体深部温を上昇させる生理学的意義としては、
1. 体内に侵入した細菌類の増殖至適温度域よりも体温を上げ、それらの増殖を抑える
2. 体温を上昇させることで免疫系の活性化を促す

といったことが考えられている。
よって、むやみに解熱剤を使用することは、生体に自然に備わった防御機能を妨害したり弱めることにつながると考えられる。ただし、過度に高温の発熱状態にある場合は、脳などへの障害を防ぐために解熱剤を投与することが適切である。

## 熱型
かつては診断上も重要といわれていた熱型であるが、抗生物質の出現で型が保存されなくなってきている。
稽留熱（けいりゅうねつ、continuous fever）
一日の体温差が1℃以内で、38℃以上の高熱が持続するもの。重症肺炎や粟粒結核、腸チフスの極期、髄膜炎などでみられる。
弛張熱（しちょうねつ、remittent fever）
一日の体温差が1℃以上の変化をとるが、37℃以下にまでは下がらないもの。敗血症、ウイルス感染症をはじめ種々の感染症、化膿性疾患、悪性腫瘍、膠原病などでみられる。
間欠熱（かんけつねつ、intermittent fever）
一日の体温差が1℃以上の変化をとり、37℃以下にまで下がるもの。マラリアの発熱期など、弛張熱と同様の疾患でもおこる。
波状熱（はじょうねつ、undulant fever）
発熱時期と発熱しない時期とが区別されているもの。ブルセラ症、マラリア、ホジキン病、胆道閉鎖症、多発性神経炎、脊髄障害。
周期熱（しゅうきねつ、periodic fever）
別名、周期的発熱。規則的周期で発熱を引き起こすもの。マラリア、フェルティ症候群（フェルティ病）、関節リウマチ、脾腫など。
熱帯熱（ねったいねつ）
マラリアなど
三日熱（みっかねつ）
マラリアなど
四日熱（よっかねつ）
マラリアなど
毎日熱（まいにちねつ）
マラリアなど

## 解熱・下熱
解熱（げねつ）とは病的に上昇した体温を薬で下げるという他動詞的な意味合いがあるが、同じ音の下熱とは病気回復によって熱が下がっていくという自動詞的な意味がある。
渙散（かんさん）
病気を原因とする熱が徐々に下がること
分利(ぶんり)
高熱が数時間の内に平熱まで下がること

## 他のバイタルサインとの連動
バイタルサインは意識、血圧、体温、脈拍、呼吸などの項目をいい、最初に測るものとして位置づけられている。発熱の場合は他のバイタルサインも連動して動くことが知られており、体温が1℃上昇すると脈拍数も10拍/min増加する。体温0.55℃上昇につき10拍/分の増加までは生理的な変化の範囲内といわれている。また発熱とともに呼吸数が増加（通常30回/分以上。代謝性アシドーシスに対する代償性頻呼吸のために起きる）したら敗血症を疑い、血圧がさがってきたら敗血症性ショックを疑う。例外として比較的徐脈を呈する疾患と呼ばれるものがある。比較的徐脈とは体温の上昇の割りに脈拍の増加が目立たない状態であり、腸チフスで有名である。あえて列記するのなら、ブルセラ症、髄膜炎、レジオネラ、オウム病、腸チフス、サルモネラである。

## 原因
発熱の主な原因として、感染症によるもの、悪性腫瘍によるもの、自己免疫疾患の一つである膠原病によるもの、麻酔薬、抗精神病薬や違法薬物（コカイン、アンフェタミン、フェンシクリジンなど）によるもの、不明熱によるものである。

## 管理
発熱は必ずしも治療されるべきではない。ほとんどの人は特別な医療処置なしに回復する。発熱は不快だが、治療しなくても熱が危険レベルまで上昇することはめったにない。脳への損傷は一般に温度が42°Cに達するまで起こらず、未治療の熱が40.6°Cを超えることは稀である。敗血症患者について、その発熱を治療するかどうかによって、原疾患の結果には変化を及ぼさない。

### 薬
発熱を下げる薬は解熱剤（antipyretic）と呼ばれる。イブプロフェンは子供の発熱を下げるのに効果的である。2004年に、小児に対してイブプロフェンはアセトアミノフェンよりも効果的であると報告された。2024年のメタ解析で、4時間の解熱に関してはアセトアミノフェンよりもイブプロフェンが優れていたが、６時間の解熱についてはほぼ同等と報告された
。

イブプロフェンとアセトアミノフェンは、発熱した子供に安全に併用可能であろう。以上のような学説が存在するが、これら非ステロイド性抗炎症薬は特に小児の感染症で重大な結果となるリスクの上昇が認められている。